# Аратинга андійський
Арати́нга андійський (Psittacara frontatus) — вид папугоподібних птахів родини папугових (Psittacidae). Мешкає в Еквадорі і Перу. Раніше вважалися конспецифічним з колумбійським аратингою, однак був визнаний окремим видом.

## Підвиди
Виділяють два підвиди:
- P. f. frontatus (Cabanis, 1846) — західні схили Анд на південному заході Еквадору (Лоха) і на заході Перу (на південь до Такни);
- P. f. minor (Carriker, 1933) — долини річок Мараньйон і Ріо-Пампас[es] на півдні центрального Перу.

## Поширення і екологія
Андійські аратинги живуть в гірських хмарних лісах та в сухих чагарникових і кактусових заростях. Зустрічаються на висоті до 3000 м над рівнем моря. Гніздяться в тріщинах серед скель.

## Збереження
МСОП класифікує стан збереження цього виду як близький до загрозливого. Андійським аратингам загрожує вилов з метою продажу на пташиних ринках.